# Thecagaster charpentieri
Thecagaster charpentieri – gatunek ważki z rodziny szklarnikowatych (Cordulegastridae). Występuje od wschodniej Anatolii (Turcja), Gruzji, Armenii, Azerbejdżanu i Iranu do północno-wschodniego Iraku.

## Systematyka
Gatunek ten opisał Kolenati w 1846 roku pod nazwą Aeschna charpentieri. Holotypem był samiec odłowiony w rejonie Kaukazu. Później gatunek został przeniesiony do rodzaju Cordulegaster. Obecność w rejonie Kaukazu innego, podobnego gatunku – C. picta opisanego przez Selysa w 1854 roku – spowodowała zamieszanie wśród badaczy. Już sam Selys, nie do końca poprawnie interpretując niezbyt dokładny opis Kolenatiego, pomylił te dwa gatunki, błędną identyfikację powielali też kolejni autorzy aż do 1976 roku, gdy Waterston wyznaczył neotyp C. charpentieri, który okazał się przedstawicielem C. picta. Historię pomieszania tych dwóch gatunków opisał Dumont w 1976 roku, ale z kolei sam zaproponował, by uznać Aeschna charpentieri za młodszy synonim C. insignis.
W 2021 roku Schneider et al. w oparciu o badania filogenetyczne i morfologiczne dokonali rewizji gatunków z rodzaju Cordulegaster występujących we wschodniej części zachodniej Palearktyki. Ponieważ holotyp C. charpentieri zaginął, a oryginalny opis nie był dokładny, autorzy wyznaczyli neotyp (samca odłowionego w prowincji Bitlis na wschodzie Turcji) i na jego podstawie dokonali ponownego opisu gatunku, opisali też zmienność wewnątrzgatunkową w obrębie zasięgu występowania. Ponadto zsynonimizowali z C. charpentieri następujące taksony: C. insignis nobilis, C. insignis lagodechica, C. nachitschevanica i C. plagionyx.
W 2024 roku Schneider et al. przeprowadzili bardziej kompleksowe badania filogenetyczne rodziny szklarnikowatych i na ich podstawie przywrócili rodzaj Thecagaster (synonimizowany dotąd z Cordulegaster) oraz zaliczyli doń m.in. Cordulegaster charpentieri.